# Wallace (Kansas)
Wallace es una ciudad ubicada en el condado de Wallace el estado estadounidense de Kansas. En el año 2010 tenía una población de 57 habitantes y una densidad poblacional de 57 personas por km².

## Geografía
Wallace se encuentra ubicada en las coordenadas 38°54′49″N 101°35′31″O / 38.91361, -101.59194 (38.913671, -101.591874).

## Demografía
Según la Oficina del Censo en 2000 los ingresos medios por hogar en la localidad eran de $13,125 y los ingresos medios por familia eran $35,000. Los hombres tenían unos ingresos medios de $43,750 frente a los $33,750 para las mujeres. La renta per cápita para la localidad era de $16,005. Alrededor del 29.3% de la población estaban por debajo del umbral de pobreza.